# Beaumont-Hamel
Beaumont-Hamel és un municipi francès situat al departament del Somme i a la regió dels Alts de França. L'any 2007 tenia 175 habitants.

## Demografia

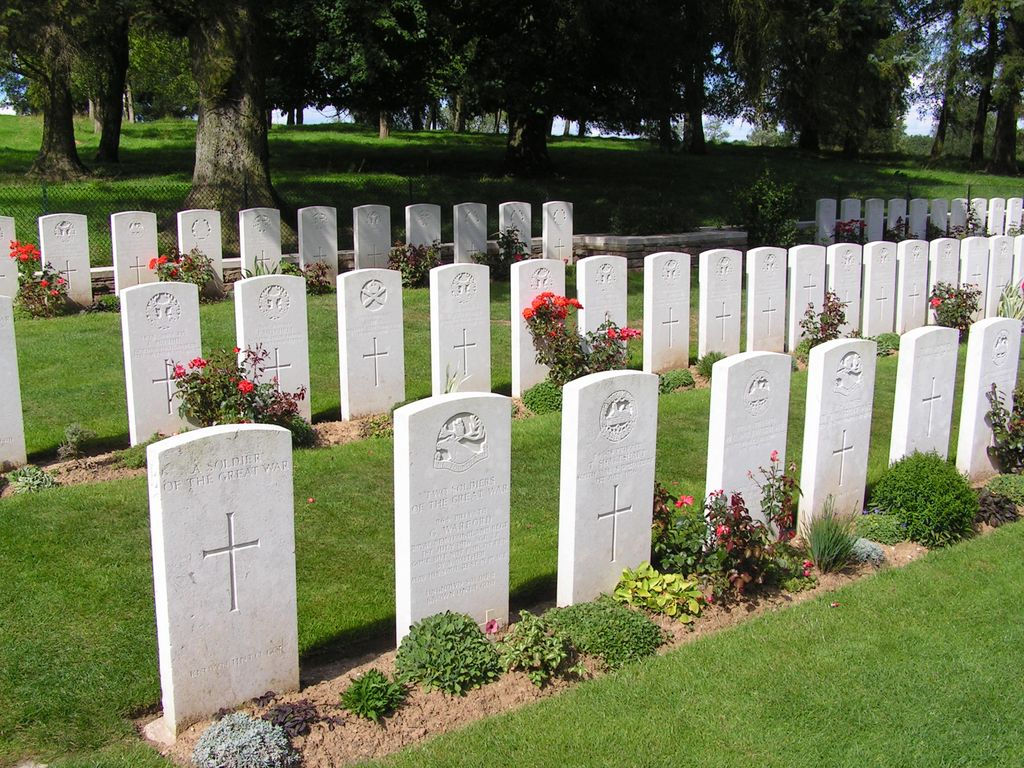
Cementiri

### Població

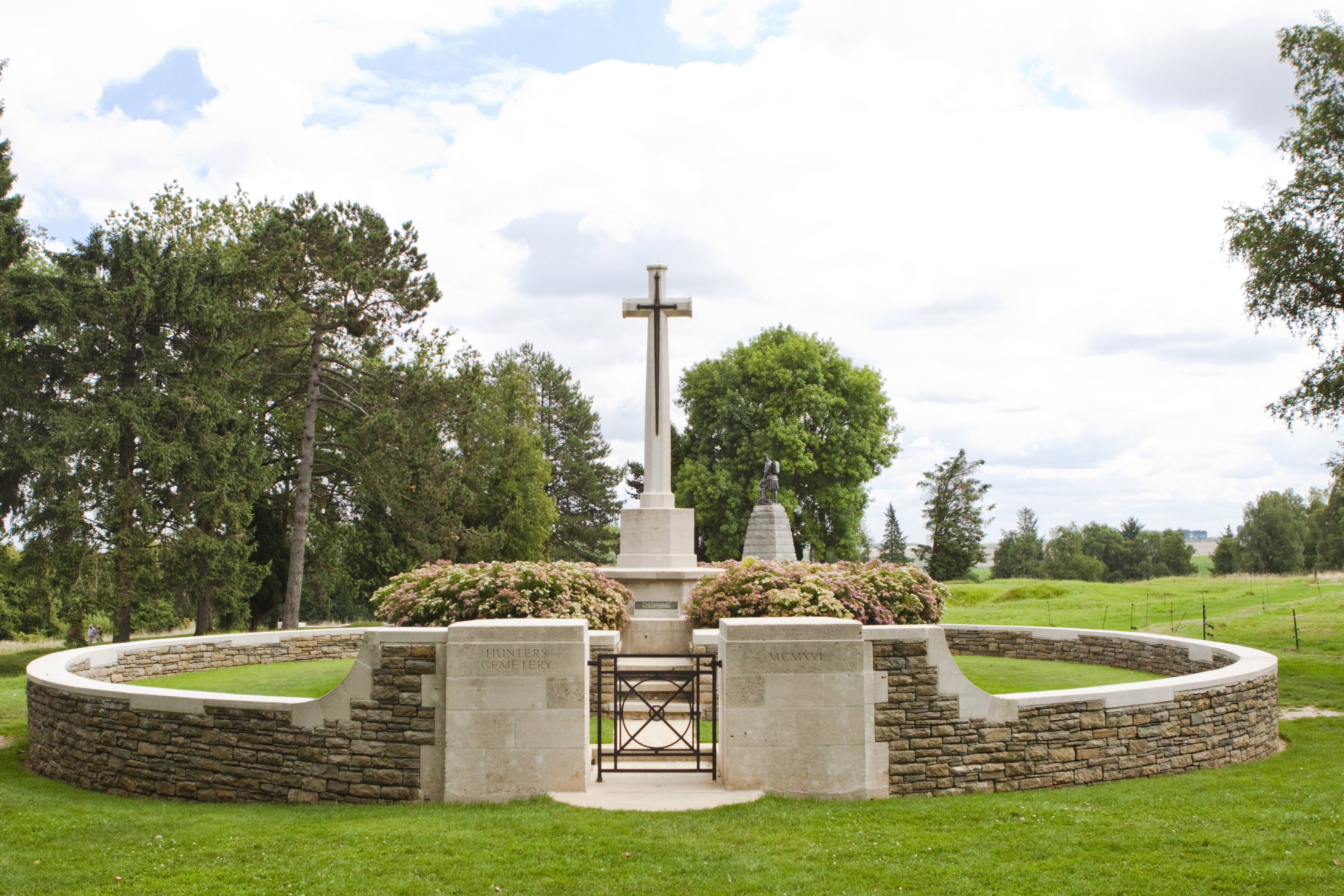
Cementiri de Hunter

El 2007 la població de fet de Beaumont-Hamel era de 175 persones. Hi havia 69 famílies de les quals 18 eren unipersonals (11 homes vivint sols i 7 dones vivint soles), 22 parelles sense fills, 22 parelles amb fills i 7 famílies monoparentals amb fills.
La població ha evolucionat segons el següent gràfic:
Habitants censats

### Habitatges
El 2007 hi havia 87 habitatges, 73 eren l'habitatge principal de la família, 4 eren segones residències i 10 estaven desocupats. Tots els 87 habitatges eren cases. Dels 73 habitatges principals, 58 estaven ocupats pels seus propietaris, 13 estaven llogats i ocupats pels llogaters i 2 estaven cedits a títol gratuït; 1 tenia dues cambres, 8 en tenien tres, 19 en tenien quatre i 45 en tenien cinc o més. 20 habitatges disposaven pel capbaix d'una plaça de pàrquing. A 32 habitatges hi havia un automòbil i a 32 n'hi havia dos o més.

### Piràmide de població

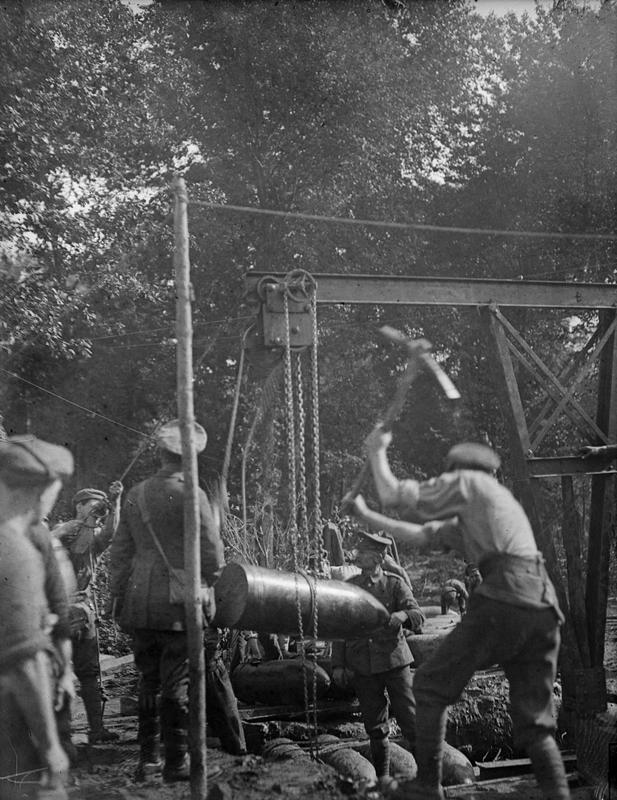
Batalla del Somme

La piràmide de població per edats i sexe el 2009 era:
| Homes | Edats   | Dones |
| ----- | ------- | ----- |
| 0     | 95 o +  | 0     |
| 0     | 90 a 94 | 0     |
| 4     | 85 a 89 | 0     |
| 4     | 80 a 84 | 8     |
| 0     | 75 a 79 | 4     |
| 4     | 70 a 74 | 8     |
| 0     | 65 a 69 | 4     |
| 16    | 60 a 64 | 8     |
| 0     | 55 a 59 | 4     |
| 8     | 50 a 54 | 0     |
| 12    | 45 a 49 | 8     |
| 0     | 40 a 44 | 4     |
| 16    | 35 a 39 | 12    |
| 8     | 30 a 34 | 12    |
| 4     | 25 a 29 | 0     |
| 8     | 20 a 24 | 0     |
| 0     | 15 a 19 | 0     |
| 16    | 10 a 14 | 12    |
| 12    | 5 a 9   | 4     |
| 4     | 0 a 4   | 8     |

## Economia

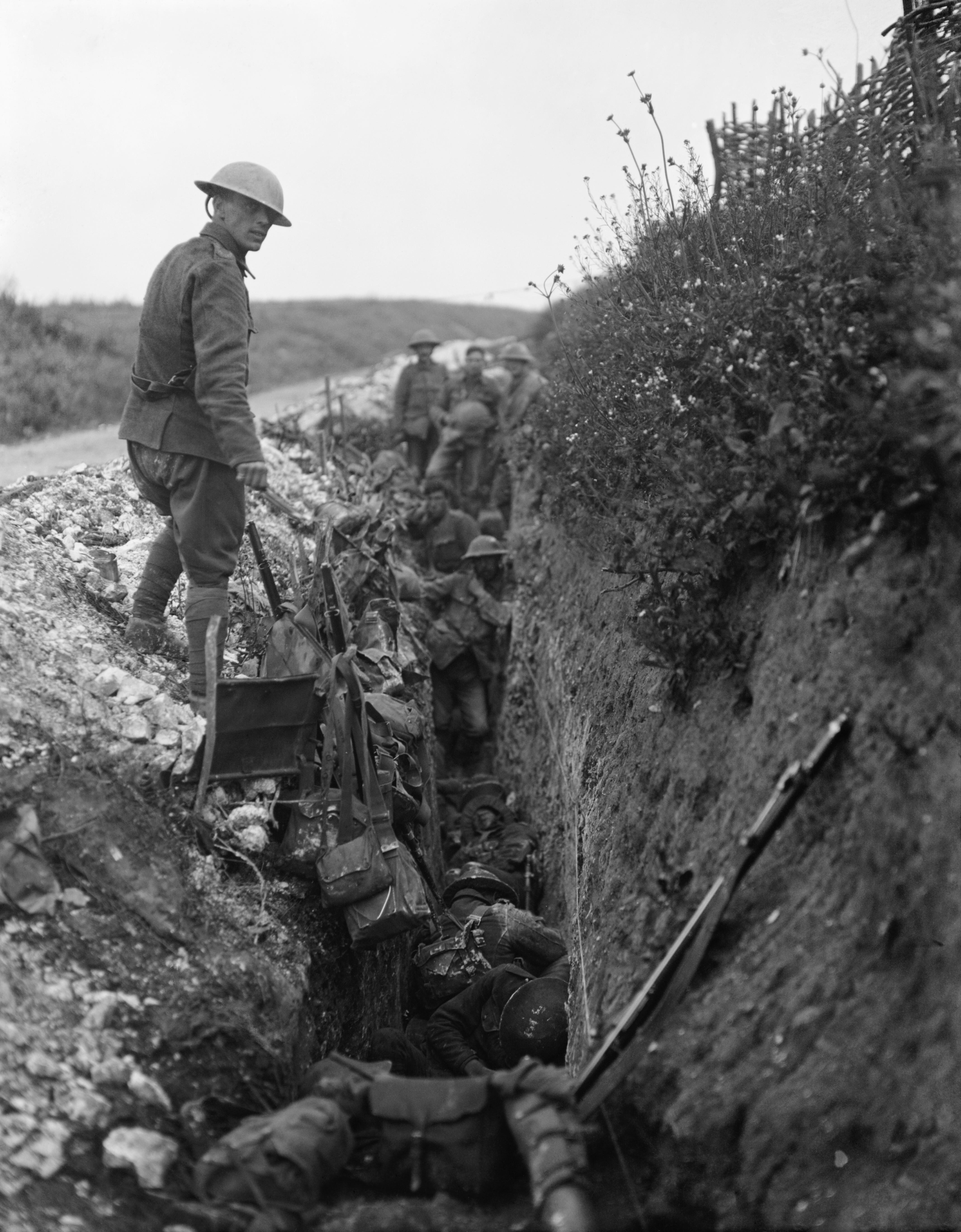
Trinxeres

El 2007 la població en edat de treballar era de 124 persones, 91 eren actives i 33 eren inactives. De les 91 persones actives 81 estaven ocupades (46 homes i 35 dones) i 11 estaven aturades (4 homes i 7 dones). De les 33 persones inactives 7 estaven jubilades, 11 estaven estudiant i 15 estaven classificades com a «altres inactius».

### Ingressos
El 2009 a Beaumont-Hamel hi havia 77 unitats fiscals que integraven 188 persones, la mediana anual d'ingressos fiscals per persona era de 19.398 €.

### Activitats econòmiques
Dels 2 establiments que hi havia el 2007, 1 era d'una empresa alimentària i 1 d'una empresa de fabricació d'altres productes industrials.
L'any 2000 a Beaumont-Hamel hi havia 8 explotacions agrícoles.

## Poblacions més properes
El següent diagrama mostra les poblacions més properes.